# 安德鲁·摩根
安德鲁·摩根（英語：Andre E. Morgan），港譯麥安禮，電影制片人，前香港嘉禾影业首席执行官、集团副主席，美国电影艺术与科学学会和美国编剧工会的会员，中美电影节联合主席。與艾伯特·鲁迪共同創立鲁迪摩根集团、與陳可辛聯合創立香港摩根&陈影业有限公司。

## 早期生活
摩根出生在摩洛哥拉巴特的法国军事医院，父亲曾是美国海军士官。由于常年搬家于世界各地，他就读过欧洲、英格兰和美国的许多学校。
1963年，他的父亲从海军退伍。在他入职圣路易斯美国空军情报和信息中心之前，让妻子和儿子搬迁至歐弗蘭帕克。

## 学习
摩根在堪萨斯州劳伦斯堪萨斯大学主修中国历史、亚洲研究和現代漢語。

## 香港嘉禾影業
1972年6月，摩根前往鄒文懐刚创办两年的香港嘉禾影業进行实习。
摩根最初作为一名给电影加字幕的实习生，随后成为一名市场营销经理助理、国际业务和制片人，最后成为合伙人以及首席执行官。
摩根拓展了嘉禾在香港之外的华语市场，将办事处设置在洛杉矶、伦敦和墨西哥城，通过交涉获得了好几个渠道。在1978年，他筹备收购泛亚影业并与東寶東和、国泰组成一个发行联盟。经过多年的电影发行，他和鄒文懐帮助开启了一些影视人的国际职业生涯如：李小龙、成龍、洪金宝、吴宇森、徐克等。

## 美国电影交易市场
1981年，摩根与Bobby Meyers、Robbie Little、Mark Damon、 Andy Vajna、Mario Kassar联合创办了美国电影交易市场(AFM)。市场在加利福尼亚州圣塔莫尼卡，在每年8天的运营时间里，有来自70多个国家超过8000位国际影视专业人员聚集在这里进行推销、展示、购买、出售、投资和获取独立电影。 

## 鲁迪摩根集团
1984年，摩根出售了他在嘉禾电影公司的股份，并把注意力转向好莱坞。
他与艾伯特·鲁迪共同成立了鲁迪摩根集团(RMO)。
鲁迪摩根集团创作了超过40部电影和400小时的电视剧，如：电影《炮彈飛車》，电视剧《过江龙》和《德州巡警》。
除了与洪金宝《过江龙》系列的成功，摩根善用各种人才，包括陳可辛、唐季禮、迪恩·塞姆勒、李國豪。
2004年，李香凝为了父亲李小龙的名誉，与摩根断绝联系。
2008年，由于财务和创意差异，艾伯特·鲁迪结束了合作伙伴关系。

## 中国影视
2000年，受中国政府的邀请，并扩大鲁迪摩根集团的全球影响力，摩根回到中国，推动建立中国第一家民营影视工作室-Hweilai工作室，从2001年开始通过提供最先进拍摄和后期制作设备，Hweilai不仅制作华语作品，还有英语的影视作品。
2002年，他执导了第一部中美合资电视连续剧《平地》。 
2005年，他担任第一部中美合作电影的制片人，由雷夫·范恩斯和瓦妮莎·蕾格烈夫主演，墨臣艾禾里製片公司的《異國情緣》。他攝製的《如果·愛》为25年来第一部中国歌舞片，获得22个华语电影奖项，其中包括6项香港電影金像獎的。 
2007年與陈可辛在香港创立了摩根&陈影业有限公司。由李連杰、劉德華、金城武主演的《投名狀》获得了17个奖项和19项提名，包括香港电影奖最佳影片。他还同时制作了多个电视连续剧系列。
2012年在上海作为合伙人建立 Siren Films Ltd 。
2017年担任洛杉矶 Windsong Pictures Inc 首席执行官 以及 Windsong Holdings Ltd. 总裁。

## 个人生活
1987年遇到了第一任妻子，一名菲律宾裔美国人，但这段婚姻仅持续了18个月。 
在马来西亚拍摄《再见国王》时，摩根在古晉的酒店咖啡馆遇到他第二任妻子，一名华人—Maria Wee—刚完成在英格兰的心理学硕士学业，担任泛太平洋假日酒店的公关和营销主管。他们于1995年在“灰石豪苑”结婚，这里曾经是美国电影学会(AFI)所在地。 

## 活动
摩根于2005年开始担任中美电影节联合主席。
在2011年至2013年，担任新加坡影会大使。 

## 作品目录

### 电影
2020 杜立德：馬年（英語：Doolittle: The Year of the Horse）制片
2019 炮彈飛車（英語：The Cannonball Run）制片
2018 解码游戏（英語：Reborn）制片
2016 安娜华特的离奇命运（英語：The Faith of Anna Waters aka The Offering）监制
2013 神一样的电影人约翰（英語：Milius）飾演 安德鲁·摩根
2012 女人如花（英語：The Locked Door）监制
2011 空气飞船（英語：Airborn）制片
2011 大武生（英語：My Kingdom）制片 
2007 投名状（英語：The Warlords）监制
2007 門徒（英語：Protégé）监制 
2006 春田花花同學會（英語：McDull, the Alumni）监制 
2006 九朵雲（英語：Cloud 9）制片 
2005 異國情緣 （英語：The White Countess）监制
2005 如果·愛 （英語：Perhaps Love）制片 
2001 临时教练 （英語：Hardball）飾演 裁判员 
2000 雷霆戰警（英語：China Strike Force）制片 
1998 龙之路（英語：The Path of the Dragon）飾演 安德鲁·摩根 
1997 脫線先生（英語：Mr.Magoo）监制 
1996 獵殺大行動（英語：Heaven's Prisoners）制片 
1994 王牌大聯盟（英語：The Scout）制片
1994 致命女人香（英語：Bad Girls）制片 
1992 窈窕淑女隊（英語：Ladybugs）制片 
1991 大战传说（英語：Miracle in the Wilderness）监制 
1990 警花变色龙（英語：Impulse）制片 
1989 炮弹狂热（英語：Cannonball Run II）监制
1989 再見國王 （英語：Farewell to the King）制片
1988 男护士（英語：Paramedics）监制 
1986 Twisted（英語：Twisted）飾演 药物急救员 
1984 炮彈飛車2（英語：Cannonball Run II）监制 
1984 凌空而来（英語：Lassiter）监制 
1983 遲暮不遲游（英語：Better Late Than Never）监制-未列入演职员名单 
1983 東遊記（英語：High Road to China）制片 
1982 夺命之眼（英語：Deadly Eyes）监制 
1982 雷电神兵（英語：Megaforce）编剧、制片人-未列入演职员名单 
1981 炮彈飛車（英語：The Cannonball Run）监制-未列入演职员名单 
1981 雪嶺過江龍（英語：Death Hunt）监制-未列入演职员名单 
1981 死亡塔（英語：Game of Death II）制片 
1980 殺手壕（英語：Battle Creek Brawl）监制
1980 迷离夜合花（英語：Night Games）制片 
1978 死亡遊戲（英語：Game of Death）助理制片 
1978 第三兵團 （英語：The Boys in Company C）制片 
1977 李小龙传奇（英語：Bruce Lee, the Legend）飾演 安德鲁·摩根 
1977 荷京喋血（英語：The Amsterdam Kill）制片
1975 直搗黃龍（英語：The Man From Hong Kong aka Dragon Flies）监制 
1974 喜马拉雅（英語：Himalayans）制片
1974 铁金刚大破紫阳观（英語：When Taekwondo Strikes）制片-未列入演职员名单 
1973 跆拳震九州（英語：When Taekwondo Strikes）制片
1973 李小龍的生與死（英語：Life and Legend of Bruce Lee）制片
1973 龍爭虎鬥（英語：Enter the Dragon）助理制片-未列入演职员名单 
1972 猛龍過江（英語：Way of the Dragon）制片
1973 S.T.A.B.（英語：S.T.A.B.）编剧

### 电视剧
2014 剧场（英語：The Stage）制片
2005 德州巡警：火之审判 （英語：Walker, Texas Ranger: Trial by Fire）监制
2002 平地 （英語：Flatland）监制
1998 戒严法（英語：Martial Law）监制
1993 德州巡警（Walker, Texas Ranger）监制